# Умбрийска школа
Умбрийската живописна школа е италианска художествена школа, наречена по регион Умбрия. Неин център през 13 – 16 век е град Перуджа. Така във формирането на школата значителна роля изиграват дошлите тоскански художници. 
В края на 14 и началото на 15 век майсторите от Умбрийската школа работят в традициите на късноготическото италианско изкуство. От втората половина на 15 век в работите на школата започват да преобладават принципите на Ранния ренесанс.

## Представители
Най-значителните представители на Умбрийската школа през епохата на Ренесанса са:
- Рафаело Санцио (28 март или 6 април 1483 – 6 април 1520), по традиция смятан за един от тримата големи майстори на Зрелия ренесанс наред с Микеланджело и Леонардо да Винчи.[1]
- Пиетро Перуджино (ок. 1488 – февруари 1523), собственик на две доста активни работилници във Флоренция и в Перуджа, в продължение на няколко десетилетия е най-известният и най-влиятелният италиански художник на своето време.
- Лука Синьорели (ок. 1441/45 – 16 октомври 1523), италиански художник, смятан за един от най-големите творци на ренесансовата живопис.
- Бернардино Пинтурикьо, познат като Пинторикио или Пинтурикио (ок. 1452 – 11 декември 1513) е италиански ренесансов художник, ученик на Перуджино. Като негов асистент участва в рисуването на фреските в Сикстинската капела.

- Ло Спаня, псевдоним на Джовани ди Пиетро  (? – ок. 1529), е (след Рафаел) основният ученик и последовател на Перуджино, чийто стил развиват картините му.
- Федерико Барочи, наречен ил Фиори (1528/1535 – 30 септември 1612) е италиански художник, известен с картините си на религиозни теми в стил, донякъде наподобяващ този на Антонио да Кореджо. Представител на Късния маниеризъм и Ранния барок. Живописта му оказва решаващо влияние за развитието на художественото изкуство в Италия между 16 и 17 век.
- Антонио Алберти, познат като Антонио да Ферара (1390/1400 – 1442/1449) е италиански художник.
- Тимотео Вити (22 ноември 1469 – 7 януари 1523) е италиански художник
- Беноцо Гоцоли или Беноцо ди Лезе ди Сандро (1420 – 4 октомври 1497) е майстор на фреската. През 1444 г. е сред помощниците на Лоренцо Гиберти при работата му по „Вратите на Рая“ за баптистерия „Св. Йоан Кръстител“ във Флоренция.

- Джовани Бокати (ок. 1410 – 1486) е италиански художник с късноготически стил
- Джентиле да Фабриано, псевдоним на Джентиле ди Николò ди Джовани ди Масио (ок. 1370 – септември 1427) е италиански художник, сред най-важните представители на международната готика.
- Фиоренцо ди Лоренцо (ок. 1445 – пр. 1525), италиански художник
- Франческо Меланцио (ок. 1465 – ок. 1526), италиански художник, действащ преди всичко в родния си град.

## Галерия
- Перуджино, Бракът на Мария и Иосиф, земните родители на Христа
- Рафаело Санцио, Бракът на Мария и Йосиф (1504), Пинакотека „Брера“ (Милано).
- Перуджино, Мадоната с Младенеца (ок. 1475 - 80), Худ. институт „Курто“, Лондон
- Перуджино, Св. св. Романий и Рох с Вечната благословия и изглед към Дерута (ок. 1476 - 78), Общинска пинакотека, Дерута
- Перуджино, Фрески в Залата на аудиенциите на Колеж „Камбио“, Перуджа
- Рафаело Санцио, Мадоната с Младенеца, фреска (1498), Дом на Рафаело в Урбино
- Рафаело Санцио, Св. Георги и змеят (ок. 1504), Лувър , Париж
- Рафаело Санцио, Сънят на рицаря (ок. 1504), Национална галерия (Лондон)